# Bahnstrecke Klintehamn–Hablingbo
| KBJ Lok 1 „THOR“ um 1900 im Bahnhof Rockneby. Sie wurde später Lok SGJ 1 „HABLINGBO“ |                             |                    |                    |
| Streckennummer: | SGJ                         |                    |                    |
| Streckenlänge: | 27,0 km                     |                    |                    |
| Spurweite: | 891 mm (schwed. 3-Fuß-Spur) |                    |                    |
| |                             |                    |                    |
| \| \| \| von Roma (Gotland) \| \| \| \| 0 \| Klintehamn \| Klintehamn \| \| \| \| Depps \| \| \| \| \| Kaupe \| \| \| \| \| Levede \| \| \| \| \| Stjärnarve \| \| \| \| \| Sproge \| \| \| \| \| Silteby \| \| \| \| 27 \| Hablingbo \| Hablingbo \| \| \| \| \| \| \| Quellen: [1] \| \| \| \| |                             |                    |                    |
| Strecke (außer Betrieb) |                             | von Roma (Gotland) | von Roma (Gotland) |
| Bahnhof (Strecke außer Betrieb) | 0                           | Klintehamn         | Klintehamn         |
| Haltepunkt / Haltestelle (Strecke außer Betrieb) |                             | Depps              | Depps              |
| Bahnhof (Strecke außer Betrieb) |                             | Kaupe              | Kaupe              |
| Bahnhof (Strecke außer Betrieb) |                             | Levede             | Levede             |
| Bahnhof (Strecke außer Betrieb) |                             | Stjärnarve         | Stjärnarve         |
| Bahnhof (Strecke außer Betrieb) |                             | Sproge             | Sproge             |
| Bahnhof (Strecke außer Betrieb) |                             | Silteby            | Silteby            |
| Kopfbahnhof Streckenende (Strecke außer Betrieb) | 27                          | Hablingbo          | Hablingbo          |
| |                             |                    |                    |
| Quellen: |                             |                    |                    |

Die Bahnstrecke Klintehamn–Hablingbo war eine Eisenbahnstrecke auf Gotland, die von der Sydvästra Gotlands Järnvägsaktiebolag in der Spurweite 891 mm (Schmalspur) geplant und gebaut wurde. Dabei handelte es sich um eine 27 Kilometer lange Strecke, die von Klintehamn über Levide nach Hablingbo führte. Sie bildete die Verlängerung der von der Klintehamn-Roma Järnvägsaktiebolag (KlRJ) zwischen Roma und Klinteham betriebenen Bahnstrecke Klintehamn–Roma.
Die Bahn wurde hauptsächlich angelegt, um Zuckerrüben zur Zuckerfabrik in Roma zu bringen. Ursprünglich war in Hablingbo ein zweiständiger Lokschuppen geplant, der aber nicht gebaut wurde. Die Fahrzeuge wurden gebraucht beschafft und kamen von den Bahnstrecken Kalmar–Berga, Kalmar–Torsås und Mönsterås–Åseda.
Die Bahn wurde für den Personen- und Güterverkehr offiziell am 7. Juli 1924 eröffnet. Auf Grund wirtschaftlicher Schwierigkeiten wurde sie am 1. Januar 1927 von der Klintehamn–Roma Järnväg übernommen. 1947 wurde die neue Gesellschaft verstaatlicht und 1948 der Verkehr von SJ übernommen. Am 6. Oktober 1953 wurde der Verkehr auf der Gesamtstrecke Roma–Hablingbo eingestellt. Bis 1955 fanden gelegentlich Zugfahrten auf der Strecke statt, 1958 wurde sie abgebaut.